# Осада Касимова (1610)
Осада Касимова — эпизод Смутного времени, в ходе которого войскам Василия Шуйского удалось взять столицу Касимовского ханства.

## Предыстория
Касимовский хан Ураз-Мухаммед во время Смуты в 1608 году решил перейти на сторону Лжедмитрия II. Вслед за этим последовал торжественный прием Ураз-Мухаммеда в селе Тушино, где на аудиенции у Лжедмитрия 31 декабря он целовал ему руку, а также обменялся с ним дарами.
В мае 1609 года муромский воевода Андрей Алябьев осадил столицу ханства Касимов, однако вскоре отступил и бежал в Муром.

## Осада
В начале 1610 года к границам ханства двинулся посланный Василием Шуйским воевода Фёдор Шереметев, который вскоре взял его столицу в осаду. В результате долгой и упорной обороны войско хана Ураз-Мухаммеда было разбито. После взятия города русскими войсками, Ураз-Мухаммед вместе со своим сыном Мухаммед-Мурадом бежали в Калугу вслед за Лжедмитрием II.